# Argyrogramma misantlae
Argyrogramma misantlae är en fjärilsart som beskrevs av Max Wilhelm Karl Draudt 1940. Argyrogramma misantlae ingår i släktet Argyrogramma och familjen nattflyn. Inga underarter finns listade i Catalogue of Life.